# SN 2011ga
SN 2011ga – supernowa typu Ia odkryta 18 września 2011 roku w galaktyce PGC0069458. W momencie odkrycia miała maksymalną jasność 17,30m.